# Otto Waack
Otto Waack (* 3. August 1926 in Lübeck; † 17. Mai 2000 in Rendsburg) war ein deutscher evangelisch-lutherischer Theologe.

## Leben
Nach Abschluss seines Theologiestudiums und des Vikariates wurde Otto Waack 1953 ordiniert und 1954 in Tübingen promoviert. Er wirkte zunächst als Missionar der Breklumer Mission sowie von 1957 bis 1967 als Direktor des Theologischen Colleges in Kotapad in Distrikt Koraput in Indien.
Nach der Rückkehr nach Deutschland war er Studienleiter an der Missionsakademie an der Universität Hamburg. 1970 wurde er in den Dienst der Evangelisch-Lutherischen Kirche in Hamburg übernommen und wirkte fortan als Hanseatischer Missionsbeauftragter. Von 1974 bis 1988 war er Oberkirchenrat und Dezernent für Dienste, Werke, Ökumene und Mission im Kirchenamt der Evangelisch-Lutherischen Landeskirche Schleswig-Holsteins (ab 1977 Nordelbische Evangelisch-Lutherischen Kirche) in Kiel. 1988 ging er in den Ruhestand.
Waack hatte von 1971 bis 1997 Lehraufträge für Missions- und Religionswissenschaft und Ökumene, zunächst an der Universität Hamburg, später auch an der Christian-Albrechts-Universität zu Kiel, zuletzt nur noch dort.
Waack habilitierte sich 1973 an der Universität Hamburg und wurde 1979 zum außerplanmäßigen Professor für Missionswissenschaft ernannt.

## Schriften
- als Herausgeber: Ein Bischof als Missionar – Theologe und Prediger. Aufsätze, Vorträge und Predigten von Heinrich Meyer. Festschrift für Bischof Prof. D. Heinrich Meyer. Breklum 1974.
- als Herausgeber: So sende ich euch: Festschrift für Dr. Martin Pörksen zum 70. Geburtstag. Evangelischer Missionsverlag, Korntal 1973, ISBN 3-7714-0178-X.
- Verantwortung und Hoffnung. Jawaharlal Nehrus säkularer Humanismus und der christliche Glaube (= Missionswissenschaftliche Forschungen 11). Gütersloher Verlagshaus Mohn, Gütersloh 1976. ISBN 3-579-04261-0 (zugleich Habilitationsschrift an der Universität Hamburg 1973).
- Indische Kirche und Indien-Mission. Die Geschichte der Jeypore-Kirche und der Breklumer Mission (1914–1939) (= Erlanger Monographien aus Mission und Ökumene, Band 21). Verlag der Evangelisch-Lutherischen Mission, Erlangen 1996, ISBN 3-87214-321-2.
- Church and Mission in India. The history of the Jeypore church and the Breklum Mission. Indian Society for Promoting Christian Knowledge, Delhi 1997.
  - Bd. 1: 1876–1914. ISBN 81-7214-347-8.
  - Bd. 2: 1914–1939. ISBN 81-7214-398-2.